# Бахрушина, Вера Васильевна
Вера Васильевна Бахрушина (ур. Носова) (1875—1942) — жена купца и основателя театрального музея Алексея Бахрушина, его помощница при создании музея.

## Биография
Родилась в семье В. Д. Носова, четвёртая из шести дочерей. Несмотря на происхождение из довольно состоятельной семьи купцов-промышленников Носовых, уже с детства она вела хозяйство и ухаживала за младшими сестрами после ухода из жизни матери. Это сделало её внешне холодной, вдумчивой, серьёзной и привычной к жизни чужими интересами. Душевную теплоту она могла проявлять только по отношению к членам своей семьи.
Будучи очень разносторонней и увлеченной женщиной, разбирающейся в технике, прикладных искусствах, лошадях и многом другом, она часто делала выбор в пользу интересов детей и мужа. Вера, единственная из шестерых дочерей В. Д. Носова, училась в казённой гимназии — Второй Московской, а остальные сестры были отданы в частные.
Венчание с Бахрушиным состоялось 19 апреля 1895 года в храме Троицы Живоначальной в Кожевниках.
Как он пишет сам в воспоминаниях, в своей собирательской деятельности был бессистемен, руководствовался принципами «доброму вору все впору» и «все бери, а там после разберемся». Коллекция могла бы остаться «общей кучей», если бы жена ещё в начале брака не взяла на себя систематизацию собранного. Она занималась приведением в порядок вырезок из газет о театре, бессистемно собираемых мужем, их классифицировала, аккуратно обрезала, наклеивала на бумагу и отдавала в переплет. Когда вырезка была двухсторонней, приходилось одну сторону переписывать от руки. Так же систематизировала она и афиши.
После смерти мужа в 1929 году во многом именно её усилиями удалось сохранить музей.
Запечатлена на портрете работы Константина Маковского (1900, ГЦТМ им. А. А. Бахрушина, Москва).

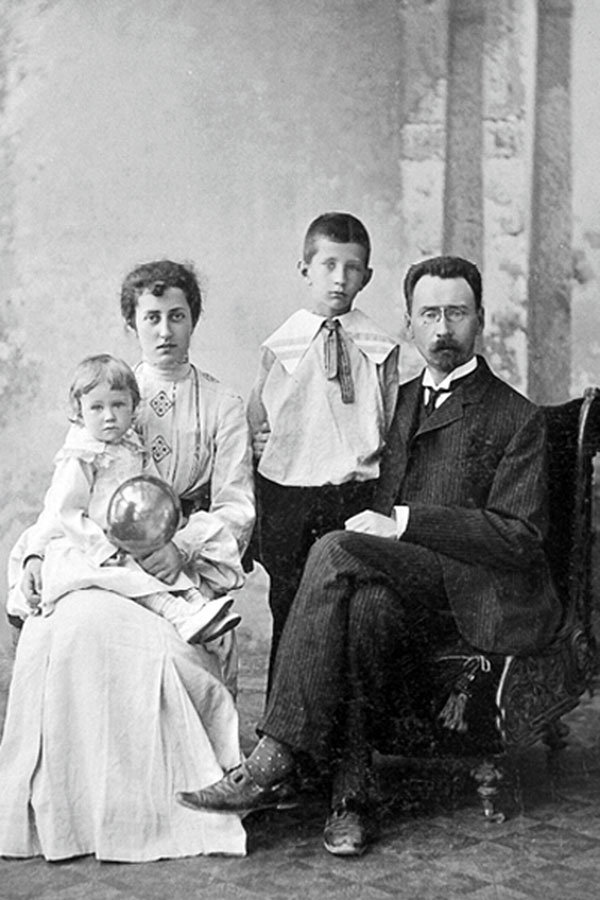
C мужем и детьми

О его создании сын Юрий вспоминал:
Моя мать была гордостью отца, так как она оказалась не только красивой, но и умной и хозяйственной. При художественных вкусах отца, он в первые же годы после женитьбы захотел иметь её портрет кисти хорошего художника и её скульптурное изображение.
Художник выбирался тщательно. Отцу очень хотелось пригласить В. А. Серова, с которым он был знаком, но мать категорически запротестовала. Её пугала деспотичность художника, и она говорила, что нипочем не станет в ту позу, в которую он, может быть, пожелает её поставить, что она желает позировать так, как ей этого хочется. По этим соображениям Серов был отвергнут и приглашен К. Маковский. Мне доставляло огромное удовольствие присутствовать при сеансах, которые происходили в библиотеке.
Мать в парадном, темно-синем платье, по-вечернему причесанная, убранная, с улыбкой на лице, постепенно запечатлевалась на большом белом полотне. Приветливый, красивый старик художник быстро и ловко работал своими кистями. В перерывах сеанса я просил нарисовать мне что-нибудь, и он на краях портрета, которые были ещё белыми и не тронутыми кистью, рисовал мне кошек, свинок и собак. Но высшим моим наслаждением было пробраться в библиотеку, когда там никого не было, взять оставленные художником кисти и палитру и пририсовать или «исправить» что-нибудь из уже написанного. Я запоминал свои мазки и с трепетом следил на следующем сеансе, не заметит ли их художник. Если они оставались нетронутыми, я чувствовал себя вполне удовлетворенным.

Маковский писал портрет матери долго — он вышел схожим и был мастерски написан, но страдал тем художественным однообразием и отсутствием характерности, которыми, как правило отличались подобные работы автора.
Увлекалась фотографией, оставила обширное фотонаследие.
Усадьба Афинеево, которая принадлежала её мужу с 1913 года, на несколько лет была в её честь переименована в «Верино».
Скончалась 28 апреля 1942 года; похоронена на Ваганьковском кладбище.

## Дети
- Юрий (1896—1973), историк балета
- Александр (1902—1905)
- Кира (1906—1968), в замужестве Сёмина.